# Госманов, Рауис Госманович
Рауис Госманович Госманов (род. 1940) — советский, российский татарский учёный, специалист в области микробиологии, вирусологии и иммунологии.
Доктор ветеринарных наук (1986), профессор (1987), в 1987—2007 годах заведующий кафедрой микробиологии, вирусологии и иммунологии Казанской государственной академии ветеринарной медицины имени Н. Э. Баумана, а ныне её профессор.
Заслуженный деятель науки Российской Федерации и Республики Татарстан.
Лауреат Государственной премии Республики Татарстан 2011 г. в области науки и техники.

## Биография
Окончил Казанский государственный ветеринарный институт им. Н. Э. Баумана (1963) по специальности ветврача. Затем в альма-матер: младший научный сотрудник (1963), аспирант (1965—1968), старший научный сотрудник (1971—1986), руководитель группы научных сотрудников по изучению риккетсиозов (Ку-лихорадки) животных (1980—1986), заведующий кафедрой микробиологии, вирусологии и иммунологии (1987—2007), проректор по учебной работе (1998), профессор кафедры микробиологии, вирусологии и иммунологии (2007).
С 2006 г. председатель отраслевой (животноводства и ветеринарии) научной редакционной коллегии и с 2008 г. член Главной научно-редакционной коллегии Татарской энциклопедии.
Избран действительным членом (академиком) международных академий ветеринарных наук (2001), аграрного образования (2003) и информатизации (2001).
Научная деятельность посвящена разработке ряда вопросов по изучению эпизоотологических особенностей, усовершенствования методов диагностики и профилактики особо опасных инфекционных болезней (ящура, болезни Ауески и Ку-лихорадки) животных, лечения при инфекционных болезнях сельскохозяйственных животных.
Докторская диссертация посвящена вопросам аллергической и серологической диагностики инфекционных болезней сельскохозяйственных животных (ящур, болезнь Ауески и лихорадки Ку).

## Отличия
Награжден медалями (в частности серебряной), дипломами ВДНХ СССР, грамотами Главного управления ветеринарии МСХ СССР, медалями «Ветеран труда», «В память 1000-летия Казани», знаками «Отличник социалистического сельского хозяйства» (1973 г.), «Победитель социалистического соревнования» (1974 г.), «Ударник девятой пятилетки» (1975 г.), «Изобретатель СССР» и «Победитель конкурса в Казанской академии ветеринарной медицины — Профессор года».
Диплом конкурса на лучшее учебное издание высших учебных заведений МСХ РФ «Аграрная учебная книга — 2005» за учебник «Ветеринарная микробиология и иммунология».
За успешную плодотворную научно-исследовательскую и общественную работы занесен на Доску почета Казанского ветеринарного института (1984) и доску почета Советского района г. Казани (1987).
Заслуженный деятель науки Республики Татарстан (1998), Почетный работник высшего профессионального образования Российской Федерации (2000), Заслуженный деятель науки Российской Федерации (2003).
Президиум Академии наук Республики Татарстан в 2006 году присудил ему премию Академии наук Татарстана имени К. Г. Боля за цикл работ по изучению прополиса.
За цикл учебных пособий по ветеринарной микробиологии Госманов Р. Г. в соавторстве Указом президента Республики Татарстан (2011) удостоен Государственной премии РТ в области науки и техники.

## Труды
Опубликованы более 280 научных трудов, 16 авторских свидетельств, патентов и рационализаторских предложений, 40 методических пособий и указаний. Автор более 30 учебников и учебных пособий с грифами УМО и МСХ РФ.
В соавторстве написаны учебники «Ветеринарная микробиология и иммунология» (1996, 2001, 2003 гг. изданий), «Ветеринарная вирусология» (1999, 2006, 2010 гг. изданий), «Санитарная микробиология» (2010 г.), «Санитарная микробиология и вирусология» (2009 г.), «Микробиология» (2011 г.) для студентов высших учебных заведений Российской Федерации.
P. Г. Госмановым в соавторстве первыми в стране (2004 г.) создан электронно-дидактический комплекс (учебник) по микробиологии и иммунологии.
Монографии
- Сибирская язва сельскохозяйственных животных. Монография / А. К. Галиуллин, Р. Г. Госманов // Казань, 2013. - 306 с.
- Прополис, его антимикробные, иммуностимулирующие и лечебные свойства. Монография / Госманов Р. Г., Галиуллин А. К., Волков А. Х., Барсков А. А., Кивалкина В. П., Ибрагимова А. И. // Казань, 2014. 236 с.

Учебники и учебные пособия
- Ветеринарная вирусология. Учебник, III-издание. Рекомендовано МСХ РФ по специальности «Ветеринария». /Р. Г. Госманов Н. М. Колычев, В. И. Плещакова//. Санкт-Петербург, 2010.-480 с.
- Ветеринарная микробиология и микология. Учебник. Рекомендовано МСХ РФ по специальности «Ветеринария». /Н. М. Колычев, Р. Г. Госманов//. Санкт-Петербург, 2014.-624 с.
- Микробиология. Учебное пособие. Рекомендовано МСХ РФ по специальности «Ветеринарно-санитарная экспертиза». /Р. Г. Госманов, А. К. Галиуллин, А. Х. Волков, А. И. Ибрагимова//. Санкт-Петербург, 2011.-496 с.
- Санитарная микробиология. Учебное пособие. Рекомендовано МСХ РФ по специальности «Ветеринария». /Р. Г. Госманов, А. Х. Волков, А. К. Галиуллин, А. И. Ибрагимова //. Санкт-Петербург, 2010.-240 с.
- Микробиология и иммунология. Учебное пособие. Рекомендовано МСХ РФ по специальности «Зоотехния». /Р. Г. Госманов, А. И. Ибрагимова, А. К. Галиуллин//. Санкт-Петербург, 2013.-240 с.
- Практикум по ветеринарной микробиологии и микологии. Учебное пособие. Рекомендовано МСХ РФ по специальности «Ветеринария». / Р. Г. Госманов Н. М. Колычев//. Санкт-Петербург, 2014.-384 с.
- Санитарная микробиология пищевых продуктов. Учебник. Рекомендовано МСХ РФ по специальности «Технология производства и переработки сельскохозяйственной продукции». /Р. Г. Госманов, Н. М. Колычев, Г. Ф. Кабиров, А. К. Галиуллин//. Санкт-Петербург, 2015.-560 с.
- Ветеринарная микробиология и иммунология. Электронный обучающий ресурс. Учебное пособие. Рекомендовано МСХ РФ по специальности «Ветеринария» / Кисленко В. Н., Н. М. Колычев, Р. Г., В. И. Плещакова Госманов и др.//. Новосибирск, Новосибирский госагроуниверситет, 2007.-22,7 МБ.
- Санитарная микробиология и вирусология. Учебное пособие. Рекомендовано МСХ РФ по специальности «Ветеринария». /Н. М. Колычев, С. И. Артюхова, Р. Г. Госманов, А. И. Ибрагимова//. Омск, издательство ФГБОУ ВПО ОмГАУ, 2009.-296 с.
- Частная ветеринарно-санитарная микробиология и вирусология. Учебное пособие. Рекомендовано УМО высших учебных заведений РФ по образованию в области зоотехнии и ветеринарии по специальности «Ветеринария», квалификация (степень) «специалист». /Р. Г. Госманов, А. К. Галиуллин, А. Х. Волков//. Уфа, Башкирский ГАУ, 2013.-252 с.
- Основы учения об инфекции и противомикробного иммунитета. Учебное пособие, II-издание. Рекомендовано МСХ РФ по специальности «Ветеринария». /Н. М. Колычев, А. А. Новицкий, Р. Г. Госманов, П. Г. Попова//. Омск, издательство ФГБОУ ВПО ОмГАУ, 2012.-279 с.
- Ветеринарная микробиология и иммунология. Учебник. Рекомендовано МСХ РФ по специальности «Ветеринария». /В. Н. Кисленко, Н. М. Колычев, Р. Г. Госманов//. Москва, издательская группа «ГЭОТАР-Медиа», 2012.-746 с.
- Микробиологический контроль мяса животных, птицы, яиц и продуктов их переработки. Учебно-методическое пособие. / Р. Г. Госманов, А. К. Галиуллин, Ф. М. Нургалиев, А. Х. Волков, Г. Р. Юсупова. // Центр информационных технологий КГАВМ. 2015 г. — 58 с.
- Методические указания по изучению дисциплины «Биотехнология» и выполнению контрольных работ для студентов заочной формы обучения (специальность 111801). Методические указания. / А. К. Галиуллин, Р. Г. Госманов. // Центр информационных технологий КГАВМ. 2015 г. — 89 с.
- Обзорные лекции по ветеринарной микробиологии и микологии. Учебно-методическое пособие. / Госманов Р. Г., Галиуллин А. К. // Центр информационных технологий КГАВМ, 2015. — 97 с..
- Ветеринарная микробиология и микология. Учебник.- СПб. / Колычев Н. М., Госманов Р. Г. // Лань, 2014. — 624 с.: ил. (+ вклейка, 8 с.). (Учебники для вузов. Специальная литература).
- Основы учения об инфекции и противомикробном иммунитете. Учебное пособие. / Госманов Р. Г., Колычев Н. М., Новицкий А. А. // 2-е изд., испр..- СПб.: Издательство «Лань», 2017. — 280 с.: ил. — (Учебники для вузов. Специальная литература).
- Краткий словарь микробиологических, вирусологических, иммунологических и эпизоотологических терминов. Учебное пособие. / Р. Г. Госманов, Н. М. Колычев, А. А. Новицкий. // СПб.: Издательство «Лань», 2017. — 304 с. — (Учебники для вузов. Специальная литература).
- Практикум по ветеринарной микробиологии и микологии. Учебное пособие. / Р. Г. Госманов, Н. М. Колычев,А. А. Барсков. // СПб.: Издательство «Лань» , 2014. — 384 с.: ил. (+ вклейка, 16 с.). — (Учебники для вузов. Специальная литература.).